# قلعه استک راک

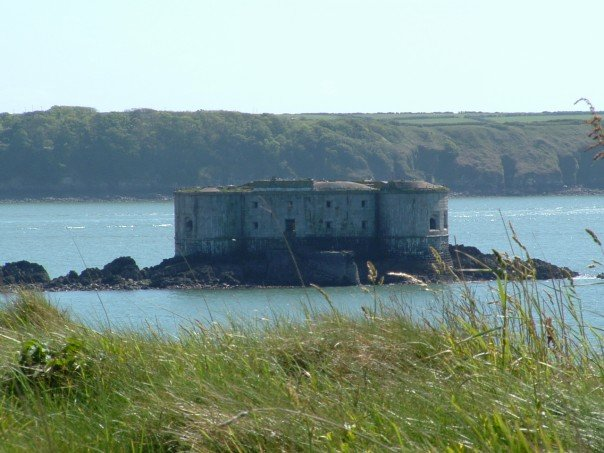
قلعه استک راک

استک راک فورت استحکاماتی است که در جزیره کوچکی در آبراه میلفورد هاون ، پمبروکشر ساخته شده است. یک قلعه ۳ تفنگی بین سال‌های ۱۸۵۰ و ۱۸۵۲ ساخته شد و سپس در سال ۱۸۵۹ با ساختمان جدیدی که به طور کامل برج اسلحه اصلی را پوشانده بود، ارتقا یافت. این استحکامات اکنون یک بنای فهرست شده درجه دو  و یک بنای یادبود در حال ثبت ( به شماره SAM PE334) است.

## تاریخ
ساخت این استحکامات در استک راک برای اولین بار توسط توماس کرامول در سال ۱۵۳۹ برای محافظت از آبراه پیشنهاد شد، اگرچه در آن زمان واقعاً به نتیجه نرسید. پیشنهادهای مشابهی نیز در سال ۱۷۴۸ زمانی که لوئیس موریس بررسی میلفورد هاون را انجام داد گزارشی از کشتی‌های غرق شده و ناوبری انجام داد و توصیه کرد که یک قلعه کوچک در اینجا ساخته شود. بررسی دیگری در سال ۱۸۱۷ انجام شد. حیاط کشتی سلطنتی در پمبروک داک احساس می‌شد که نیاز به دفاع در برابر دریا دارد،  و در سال ۱۸۵۰ ساخت و ساز آن آغاز شد و در سال  تکمیل شد.
این قلعه در ابتدا برای دو عرشه توپخانه طراحی شده بود، اما تنها طبقه اول تکمیل شد و به عنوان عرشه تفنگ مورد استفاده قرار گرفت. طبقه اول یک پادگان متشکل از یک افسر و سی نفر را در خود جای می داد.  در سال ۱۹۲۹ خلع سلاح شد و اولین بار در سال ۱۹۳۲ به بازار عرضه شد و به قیمت ۱۶۰ پوند فروخته شد.  در سال ۲۰۰۵ یک بار دیگر به قیمت ۱۵۰۰۰۰ پوند فروخته شد.  در سال ۲۰۱۳، پس از کشف فعالیت متجاوزان بالقوه، نگرانی‌ها در مورد امنیت یک اسکله ال‌ان‌جی در مجاورت آن ایجاد شد.  این قلعه دوباره در سال ۲۰۲۰ به یک مالک خصوصی به مبلغ نامشخصی فروخته شد. سوابق ثبت زمین نشان می‌دهد  که در ژانویه ۲۰۲۱ به قیمت ۱۹۱۰۰۰ پوند به یک شرکت منافع جامعه (CIC) فروخته شد.

## قلعه
این قلعه دارای سه تفنگ ۳۲ پوندی و همچنین یک اسلحه ۱۲ پوندی برای محافظت از دیوارهای اسکله بود. از سال ۱۸۵۹ تا ۱۸۷۱، تسلیحات به شانزده اسلحه ۱۰ اینچی و هفت ۹ اینچی آرام‌ال تغییر یافت و این تسلیحات مجدداً به چهار اسلحه ۱۲ پوندی QF در سال ۱۹۰۲ تغییر پیدا کرد. تعداد کمی از مردان در طول جنگ جهانی اول در قلعه سرنشین بودند و تا این زمان، تنها دو اسلحه ۱۲ پوندی QF باقی مانده بود. 

## لینک های خارجی
- وب سایت رسمی
- برگه اطلاعات قلعه ویکتوریا